# Пересмішник сокорський
Пересмішник сокорський (Mimus graysoni) — вид горобцеподібних птахів родини пересмішникових (Mimidae).

## Назва
Вид названо на честь американського орнітолога Ендрю Грейсона (1819–1869).

## Поширення
Ендемік мексиканського острова Сокорро з архіпелагу Ревільяхіхедо, що розташований у східній частині Тихого океану приблизно за 440 км на південь від південного краю Баха-Каліфорнії.

### Чисельність
Вид був досить поширеним на острові, поки до 1978 року популяція виду різко занепала. Причиною стало витіснення птаха здичавілими козами та кішками. За оцінками 2007, популяція виду становила 190—280 птахів. Незважаючи на програму виселення здичавілих ссавців, чисельність птаха не відновлюється.

## Опис
Пта завдовжки близько 25 см, з білою нижньою частиною та каштановою спинкою; має жовті ноги та очі.

## Спосіб життя
Живиться комахами і дрібними плодами. 